# Microdrosophila quadrata
Microdrosophila quadrata is een vliegensoort uit de familie van de fruitvliegen (Drosophilidae). De wetenschappelijke naam van de soort werd voor het eerst geldig gepubliceerd in 1916 door Alfred Sturtevant.